# Fuente El Pescador (La Lucha)
La fuente El Pescador está situada en la rotonda principal del parque Gran Kalemegdan (Veliki Kalemegdan), es obra del ilustre escultor Simeon Roksandić. Fue creada en Múnich y en Roma, en 1906, durante el año de excedencia de su plaza de profesor de dibujo en el Liceo de Kragujevac. Por primera vez fue presentada al público en la LXXII Exposición Internacional de Arte en Roma, en 1907. Fue colocada en la primera y más importante sala de exposiciones y obtuvo reseñas muy positivas en Italia. Los elogios del matrimonio real, durante su visita a la exposición, también contribuyeron al prestigio de la escultura. El valor artístico de la escultura igualmente fue reconocido por la élite serbia y muy pronto formó parte del ambiente cultural serbio. El modelo de la composición en yeso, la figura del pescador y de la serpiente, fue adquirido por el Museo Nacional de Belgrado en 1907. Esta escultura fue la obra clave del pabellón serbio en la Exposición Balcánica de 1907 celebrada en Londres.

## Construcción y esculturas elemento
La composición figurativa con la representación del pescador luchando con una serpiente muy pronto se convirtió en el emblema del joven estado serbio y en la metáfora de su avance cultural y de un concepto progresista del desarrollo del arte. Entretanto, una información errónea llegó a Serbia informando del hundimiento del barco con las obras artísticas en su trayecto hacia Inglaterra. La noticia provocó preocupación del público serbio y a partir del molde de El Pescador se fundió uno más. A la vuelta de las obras expuestas en Londres, cuando era obvio que el molde original todavía existía, el segundo molde se volvió redundante. Este, después de la tercera exposición de Lada en Zagreb, en 1908, fue comprado por la Administración municipal de Zagreb y la composición se colocó en Grič (hoy día Jezuitski trg) en el casco viejo de Zagreb.
Roksandić ofreció el primer molde al Ayuntamiento de Belgrado, que aceptó la propuesta en 1907 con la intención de colocar la escultura en una de las plazas urbanas. En contra de la idea original del Ayuntamiento, la fuente no se situó en Terazije sino en Kalemegdan, entre 1908 y 1911 como más tarde. La foto-ilustración de la revista Nova iskra, de 1911, confirma su situación en Kalemegdan y que ya era considerado uno de los símbolos urbanos más emblemáticos. Para la ubicación de la escultura se eligió la ya existente fuente saltarina ovalada, con el pedestal de piedra elaborado rústicamente, en la rotonda central del parque de Veliki Kalemegdan.  La decisión sobre el lugar de colocación se puede considerar muy prudente teniendo en cuenta que el espacio de Kalemegdan, desde la entrega de las llaves de la ciudad en 1867 hasta principios del siglo XX se había ido organizando como un parque urbano representativo, convirtiéndose así en un excelente escenario para la ubicación de una escultura pública.

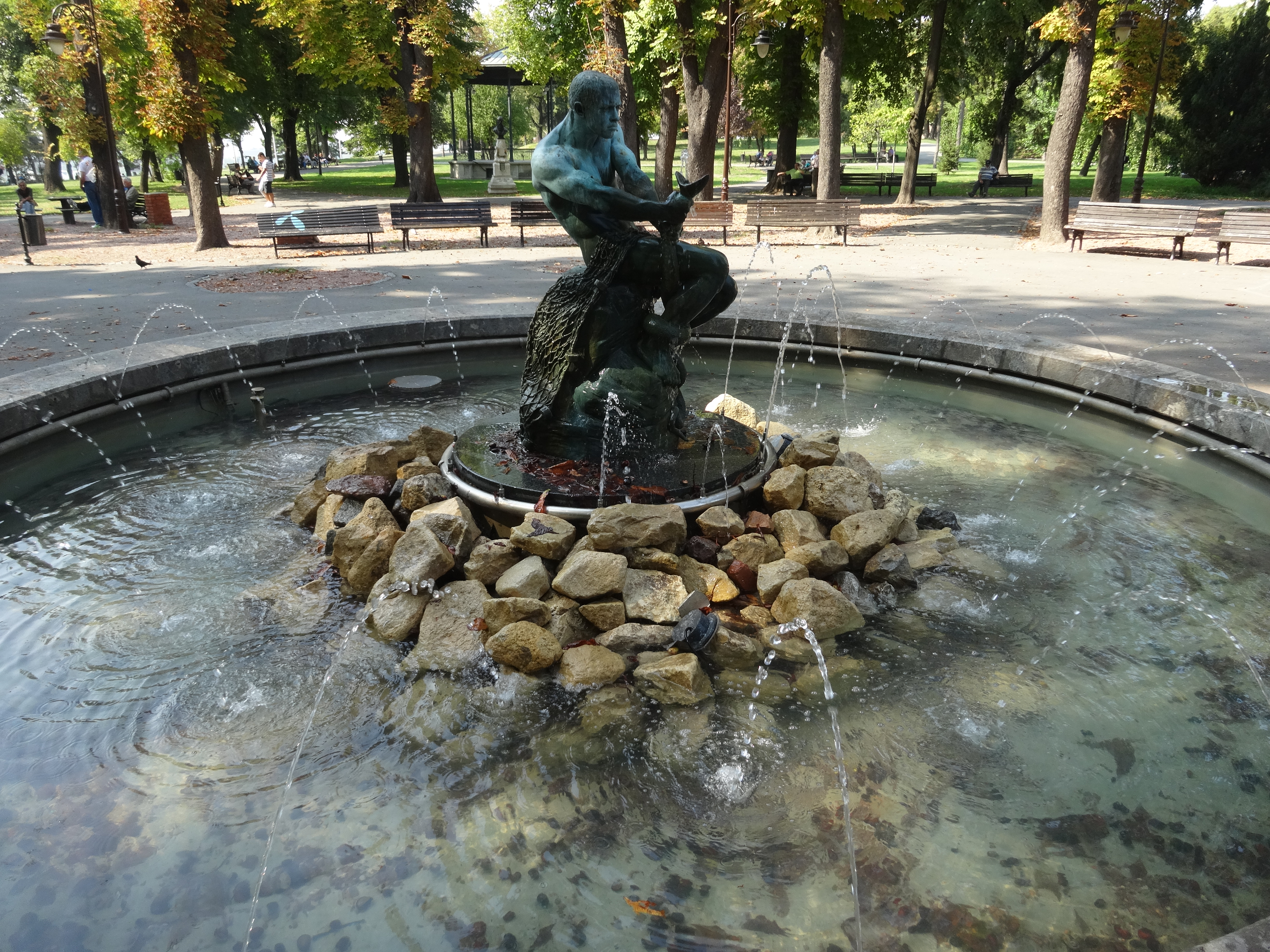
aparición

La idea inicial para el arreglo de este espacio como un parque proviene del plan de ordenación urbana de Emilijano Joksimović, en el que se planteaba la creación de un parque urbano en la zona de actual Kalemegdan, la primitiva fortaleza defensiva. El primer plan de arreglo del parque forma parte del documento denominado copiado del plan de Belgrado de 1870 pero es importante mencionar que el primer proyecto arquitectónico estructural fue trabajo del arquitecto Milan Kapetanović, de 1890, cuyo concepto original se mantuvo hasta 1914. La mayor calidad de la solución de Kapetanović fue el trazado de la senda rectilínea desde la calle Knez Mihailova hasta la rotonda central, en la que se colocó El Pescador de Roksandić, creando así una visión transversal de la principal vía de comunicación de la ciudad. El parque en su forma actual  se arregló  principalmente a finales del siglo XIX y principios del XX y tiene características de un parque urbano representativo del estilo fin de siècle, mientras que la concepción del parque fue ideada a la manera de los parques urbanos de las metrópolis europeas.
A finales del siglo XX, es decir desde 1894, cuando se colocó el busto de Đuro Daničić, comienza el proceso de colocación de esculturas públicas dentro del parque. En sentido ideológico, la importancia de la correlación entre la escultura pública y el arreglo del parque se refleja en la concepción del espacio como un paseo conmemorativo de los personajes ilustres y acontecimientos importantes de la historia nacional, dentro del cual la escultura El Pescador representa una obra de valor artístico universal y un símbolo del carácter nacional, según los comentarios de la prensa local de la época; por todo ello merece estar en este contexto ambiental de Kalemegdan.

## Estilo
En cuanto a su estilo, la escultura es una obra clásica de escultura europea, creada como fruto de la vida cultural y artística de Múnich, en la que también participó Simeon Roksandić, licenciado en una academia de arte de allí. Después de los estudios en la Escuela secundaria de Diseño y Bellas Artes en Zagreb y de los estudios de escultura en Budapest, Roksandić se matriculó en la Academia de Munich (Akademie der bildenen Künste) en 1892, en la clase del profesor Syrius Eberle. Los estudios en la capital de Baviera iban a dejar una huella imborrable en la carrera del artista. La asistencia a las clases de composición y la experiencia en trabajos con modelos vivos, sin duda influyeron en que el joven artista ajustara su trabajo a las normas académicas reinantes. Al mismo tiempo, sus trabajos en la restauración y conservación de las esculturas públicas en Múnich definieron su trayectoria artística.

Al final es interesante subrayar un comentario de Roksandić sobre El Pescador, recogido en una conversación con Zvonimir Kujundžić, en 1940, en el que el autor sintetiza su visión del arte y de la vida en general. Al afirmar que había creado a su Pescador por la necesidad de expresar simbólicamente la victoria del hombre sobre las fuerzas de la naturaleza, el escultor definió la base conceptual de su escultura más célebre. La idea de la victoria del hombre sobre la naturaleza  reitera la fe en que el progreso de la humanidad se puede consolidar mediante una forma artística.
La fuente El Pescador pertenece al recinto de la Fortaleza de Belgrado (Beogradska tvrđava), que es patrimonio cultural de gran interés (Decisión de catalogación, “Boletín Oficial SRS” n° 14/79).

## Galería

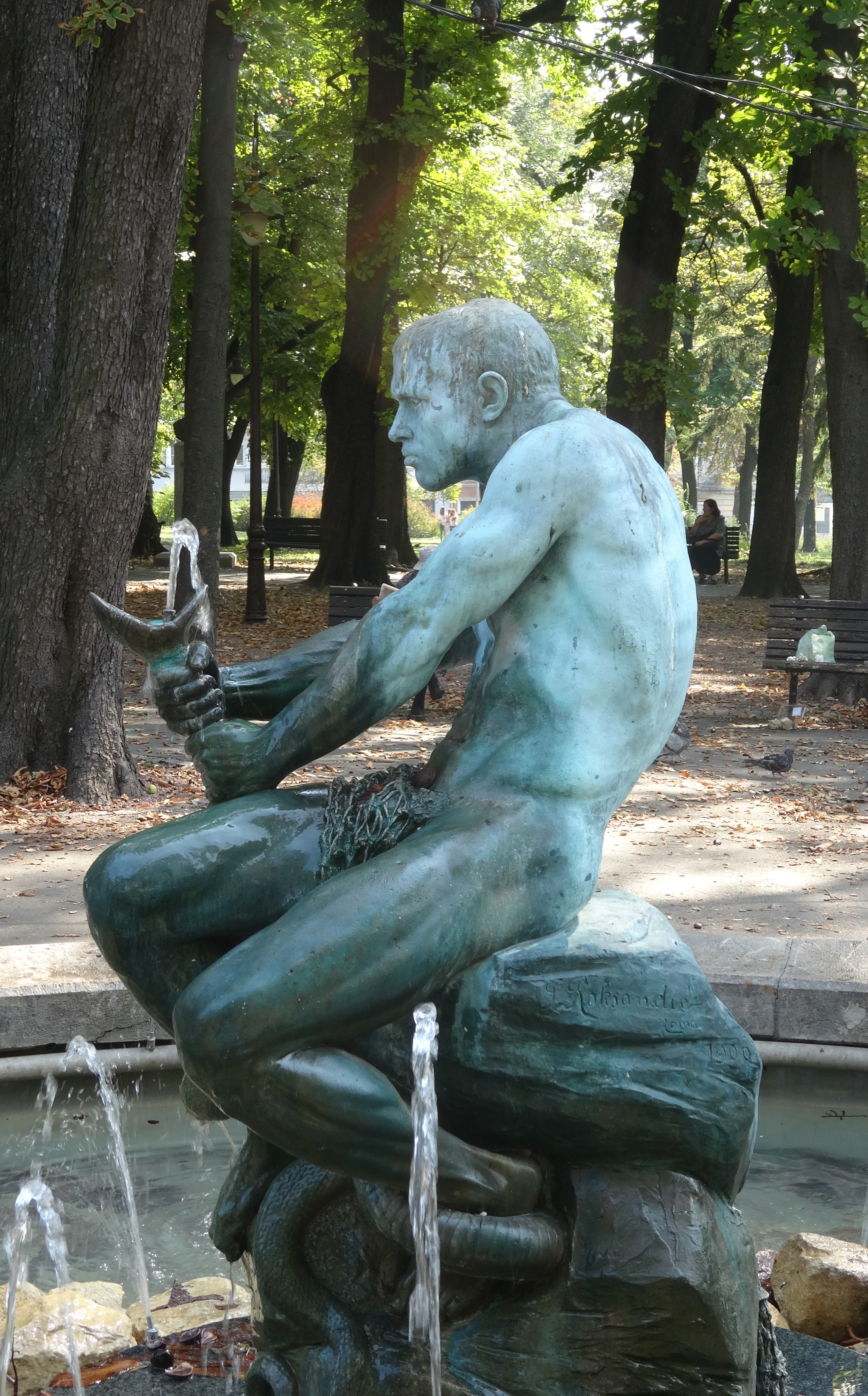
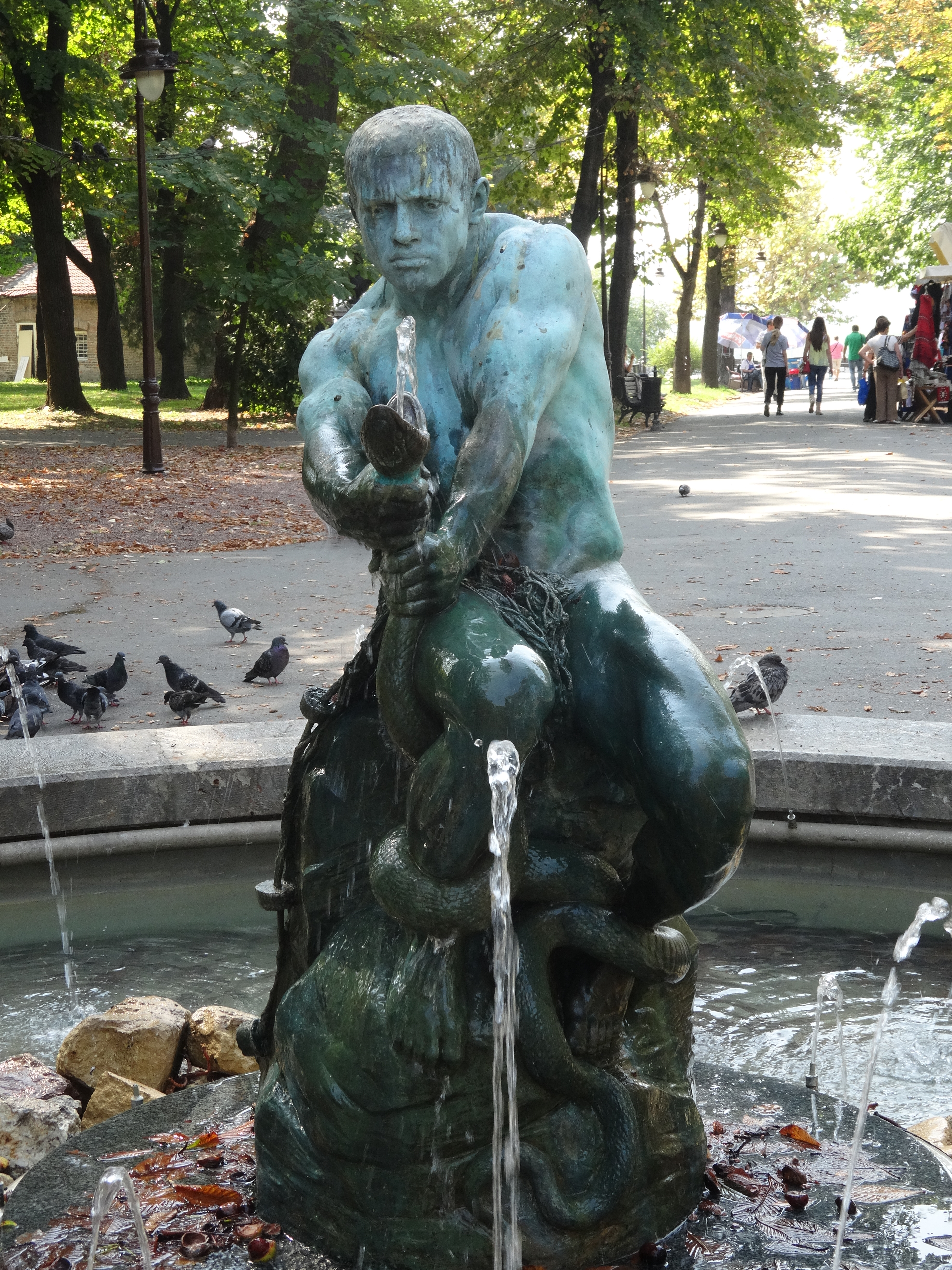
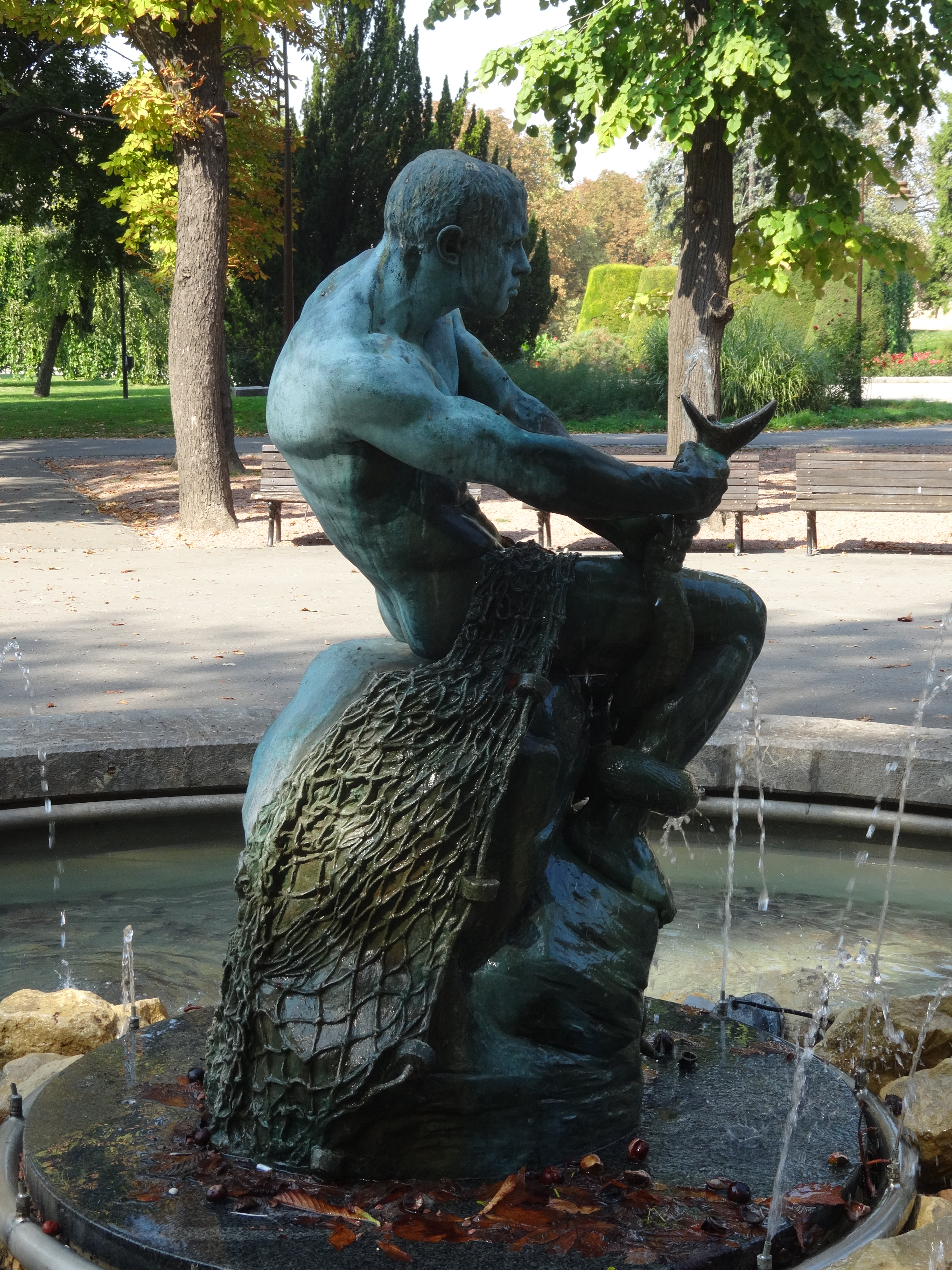